# Барро, Франсуа
Франсуа-Эмиль Барро (фр. François-Emile Barraud, 24 ноября 1899 г. Ла-Шо-де-Фон — 11 сентября 1934 г. Женева) — швейцарский художник, представитель направления новая вещественность.

## Жизнь и творчество
Барро был вторым из четырех братьев, которые все занимались творчеством. Братья Франсуа, Эме, Орель и Шарль были в основном художниками-самоучками, которые выросли как профессиональные штукатуры и маляры. Франсуа получил образование в области рисования и изготовления гипсовых моделей, после чего с 1911 года учился на вечерних курсах рисования и моделирования в Школе искусства аппликации Ла-Шо-де-Фона. В 1919 году он выставлял свои картины в Ля-Шо-де-Фон и участвовал в Национальной выставке изящных искусств в Базеле. В 1922 жил в Реймсе, где работал как художник и маляр. В 1924 году он женился на Мари, француженке. Впоследствии Мари фигурировала в качестве модели на нескольких его картинах. В том же году Ф.Барро переезжает в Париж и совершенствует своё художественное мастерство при Лувре. Затем мастер живёт попеременно в Реймсе, Вевье и Ла-Шо-де-Фоне, пока окончательно в 1931 не оседает в Женеве — после того, как в местной галерее Моос с большим успехом прошла выставка его работ. Скончался после тяжёлой, продолжительной болезни.
Творчество Ф.Барро было тематически достаточно ограничено. Художник создавал преимущественно портреты, в том числе и автопортреты, и портреты с женой, а также изображения обнажённой натуры, натюрморты и изредка — пейзажи. Присущий ему чёткий рисунок и ясные, плотно нанесённые им на полотно краски производят впечатление совершенной реальности, осязаемости изображённого.

## Галерея

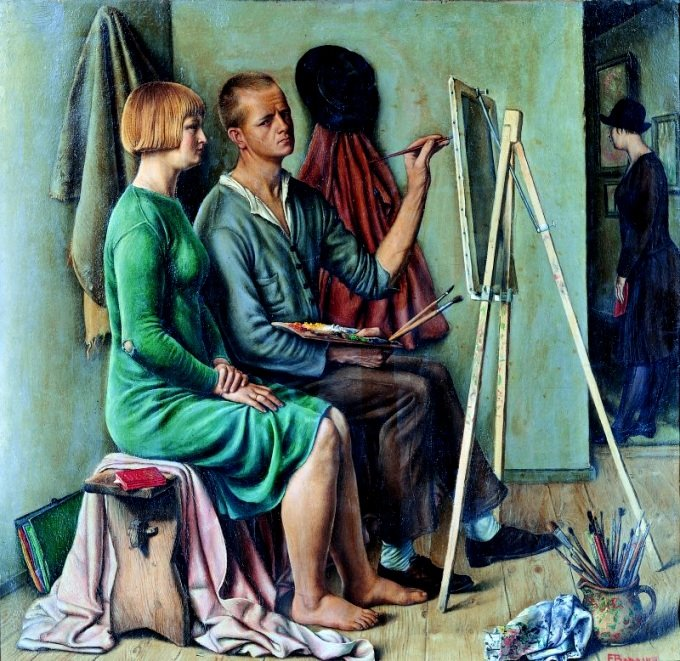
Мастерская (1928)
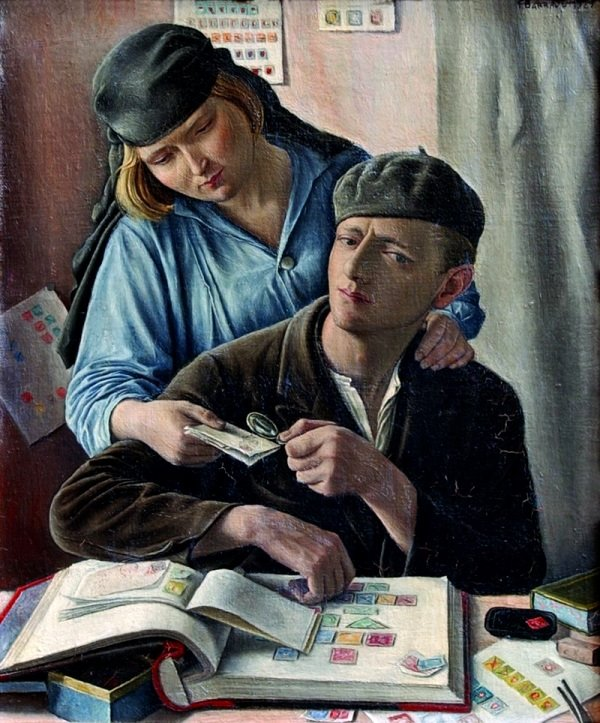
Филателист (1929)
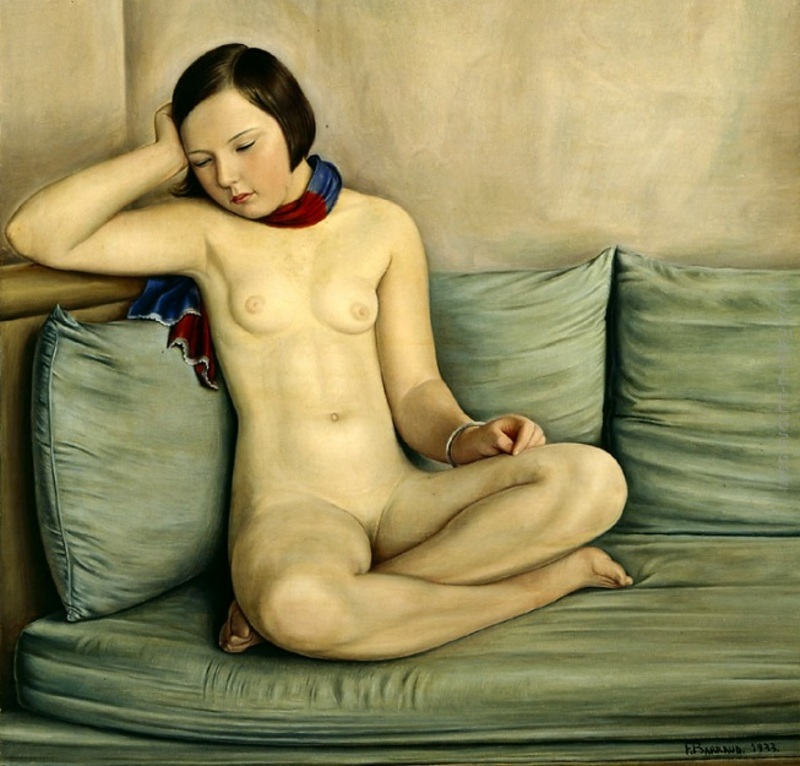
Заснувшая со скрещёнными ногами (1933)
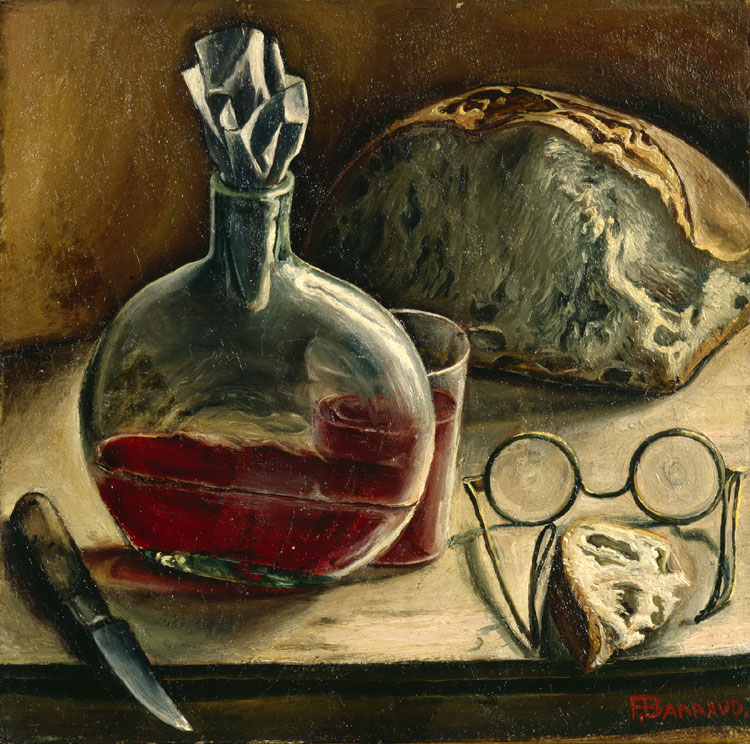
Натюрморт с графином вина (ок. 1930)
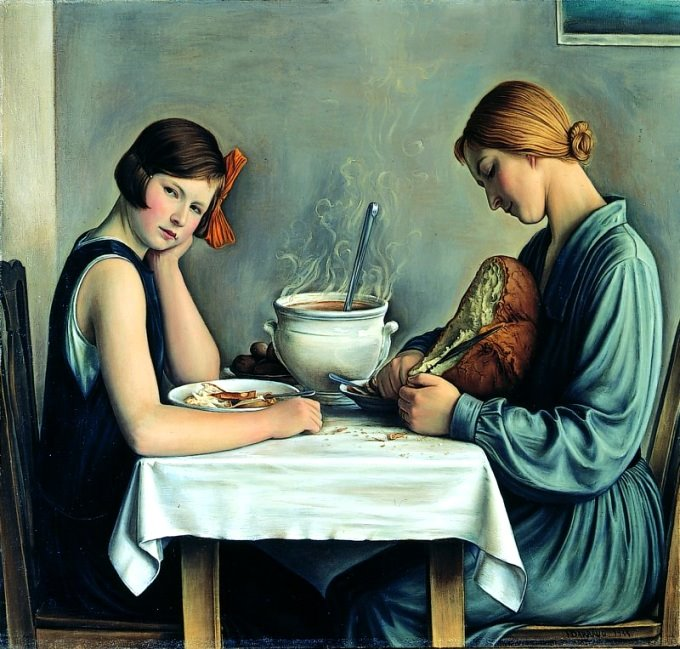
Миска супа (1933).